# Онешты (Страшенский район)
Онешты (рум. Oneşti, Онешть) — село в Страшенском районе Молдавии. Относится к сёлам, не образующим коммуну.

## География
Село расположено на высоте 89 метров над уровнем моря.
У села протекает река Икель.

## Население
По данным переписи населения 2004 года, в селе Онешть проживает 924 человека (448 мужчин, 476 женщин).
Этнический состав села:
| Национальность | Число жителей | Процентный состав |
| -------------- | ------------- | ----------------- |
| молдаване      | 905           | 97.94             |
| русские        | 7             | 0.76              |
| румыны         | 7             | 0.76              |
| украинцы       | 5             | 0.54              |
| Всего          | 924           | 100%              |